# Габуния, Нато Мерабовна
Нато Мерабовна Габуния (1859—1910) — грузинская актриса, жена комедиографа Авксентия Цагарели.

## Биография
Нато Мерабовна Габуния родилась в Гори 3 (15) февраля 1859 года.
Сценическую деятельность начала в Гори, в любительском кружке, созданном народниками. С 1879 года в труппе Тифлисского грузинского драматического театра.
Нато Мерабовна Габуния умерла в Тифлисе 16 (29) августа 1910 года. Похоронена на Кукийском кладбище.

## Роли в театре
- «Кинто» Георгия Церетели — Кинто[1]
- «Сваха» Ильи Чавчавадзе — Сваха